# Лещи (деревня)
Лещи — исчезнувшая деревня в Краснинском районе Смоленской области России. Существовала до 1939 года..

## История
Деревня Лещи достаточно старое поселение.
Начиная с XVII века деревня входила в Зверовичскую дворцовую волость.
Деревня Лещи нанесена на «План генерального межевания Смоленской губернии 1780—1792 гг.», рядом с ней показана единственная дорога от города Красный в деревню Ляды — старая Смоленская дорога.
На момент 1859 года, согласно списку населённых мест Смоленской губернии, в деревне было 9 дворов, в которых жило 59 мужчин и 61 женщина.
С 1902 года в деревне Лещи действовало земское 4-х классное училище.
На 1904 год в деревне было 29 дворов, в которых жило 223 человека.
В 1939 году деревня была расформирована и население, в преобладающем большинстве, уехали в Подмосковье, около десяти домов переселилось в Девичью Дубраву, два в Курьяны.
Несмотря на это, в документах, выдаваемых после 1939 года, значились Лещёвская начальная школа и Лещёвский сельский совет.